# Альбрехт, Михаэль фон
Михаэ́ль фон А́льбрехт (нем. Michael von Albrecht; род. 22 августа 1933, Штутгарт) — немецкий филолог-классик, профессор Гейдельбергского университета (1964). Известнейший труд М. фон Альбрехта в России — «История римской литературы» (нем. Geschichte der römischen Literatur).

## Биография
Родился в семье русского композитора и литератора Георга (Георгия) фон Альбрехта и Элизы фон Альбрехт, урождённой Кратц.
В 1955 году окончил Высшую музыкальную школу в Штутгарте как скрипач-солист; экзаменовался также по другим музыкальным дисциплинам.
Затем изучал в Тюбингене и Париже классическую филологию и индологию, в 1959 году в Тюбингенском университете получил степень Ph.D. Там же в 1964 году Альбрехту присваивается степень хабилитационного доктора (аналог докторской степени в России). В том же году становится профессором классической филологии в Гейдельбергском университете, где проработал вплоть до выхода на пенсию в 1998 году.
В 1977—1978 гг. — приглашённый профессор в Амстердамском университете, в 1981 году преподавал в Принстонском Институте перспективных исследований.

## Титулы, награды, премии
- Почётный доктор университета Аристотеля в Салониках (Греция).
- Действительный член Международной Академии изучения латинского языка (Academia Latinitatis fovendae).
- В 2004 году за выдающиеся достижения в области перевода удостоен литературной премии имени Иоганна Генриха Фосса[4].

### Основные публикации
- 1963 — Iamblichos, Pythagoras: Legende-Lehre-Lebensgestaltung , Griechisch und Deutsch (Zürich, Stuttgart)
- 1964 — Die Parenthese in Ovids Metamorphosen und ihre dichterische Funktion, Spudasmata 7 (Hildesheim)
- 1964 — Silius Italicus: Freiheit und Gebundenheit römischer Epik (Amsterdam)
- 1966 — P. Ovidius Naso, Metamorphosen, Vol. 1: Buch 1-7. Erklärt von Moriz Haupt. 10. Auflage: unveränderte Neuauflage der 9. Auflage von R. Ehwald, korrigiert und bibliographisch ergänzt von M.von Albrecht (Zürich/Dublin)
- 1966 — P. Ovidius Naso, Metamorphosen, Vol. 2: Buch 8-15. Im Anschluß an Moriz Haupts Bearbeitung der Bücher 1-7 erklärt von Otto Korn. 5. Auflage: unveränderte Neuausgabe der 4. Auflage von R. Ehwald, korrigiert und bibliographisch ergänzt von M.von Albrecht (Zürich/Dublin)
- 1971 — Meister römischer Prosa von Cato bis Apuleius (Heidelberg)
- 1972 — Goethe und das Volkslied (Libelli 163) (Darmstadt)
- 1981 — Der Mensch in der Krise: Unterrichtliche Aspekte augusteischer Dichtung. Heidelberger Texte, Didaktische Reihe Heft 12 (Freiburg, Würzburg)
- 1981 — Ovid, Metamorphosen, Übertragung, Nachwort, Zeittafel, Anmerkungen, Verzeichnis der Eigennamen und bibliographische Hinweise von M.v. Albrecht (München)
- 2002 — История римской литературы от Андроника до Боеция и её влияние на позднейшие эпохи (в переводе А. Любжина), т.1
- 2004 — История римской литературы от Андроника до Боеция и её влияние на позднейшие эпохи (в переводе А. Любжина), т.2
- 2005 — История римской литературы от Андроника до Боеция и её влияние на позднейшие эпохи (в переводе А. Любжина), т.3
- 2006 — Георг фон Альбрехт: От народной песни к додекафонии. Под общей редакцией М. фон Альбрехта. (в переводе Е. Федоровой)
- 2010 — Путешествие моей жизни